# Гостът от Абърдийн
„Гостът от Абърдийн“ е български телевизионен игрален филм (комедия) от 1975 година на режисьорката Маргарита Николаева, по сценарий на Милан Миланов. Оператор е Христо Обрешков. Музикален оформител Димитър Герджиков. 

## Актьорски състав
| Роля                           | Изпълнител        |
| ------------------------------ | ----------------- |
| Миньо Тенев                    | Георги Калоянчев  |
| Мактавиш – гостът от Абърдийн  | Константин Коцев  |
| Станка Тенева                  | Иванка Димитрова  |
| началникът на Тенев            | Юрий Яковлев      |
| Гошко, синът на Миньо и Станка | Петър Василев     |
|                                | Димитър Ганов     |
|                                | Весела Шишманова  |
|                                | Кремена Здравкова |